# Amina Damerdji
Amina Damerdji, née en 1987, est une écrivaine et chercheuse franco-algérienne.

## Biographie

### Enfance et formation
Amina Damerdji naît en 1987 en Californie, aux États-Unis. Elle grandit à Alger jusqu'à la «décennie noire ».
Elle rejoint ensuite la France et commence à écrire de la poésie.
Entre 2005 et 2008, elle fréquente les Classes préparatoires littéraires modernes des lycées Honoré de Balzac et Claude Monet à Paris, en option Lettres Classiques. En 2008, elle obtient une Licence de Lettres Classiques de Paris 4 et une licence d’études ibériques de Paris 3. En 2010, elle obtient le master 2 d’Etudes Ibériques de Paris 3 et le Capes d’Espagnol. Puis, en 2011, elle est agrégée d'espagnol. 
En 2013, elle suit le master 2 d’Etudes Hispaniques et Hispano-américaines de Paris 3 puis commence une thèse sous la direction de Hervé Le Corre (hispaniste latino-américaniste, homonyme du romancier) qu'elle soutient en 2018,.

### Carrière littéraire

#### Ecriture
Ces premières poésies sont publiées dans plusieurs revues. Puis, en 2015, elle écrit le recueil Tambour-machine.
En 2021 sort son premier roman, Laissez-moi vous rejoindre. Le livre raconte l'histoire de  Haydée Santamaria, une révolutionnaire cubaine qui a lutté aux côtés de Fidel Castro et qui s´est donné la mort en 1980.
En 2024 parait Bientôt les vivants, qui raconte les dix années de la guerre civile algérienne à travers l'histoire de Selma, une adolescente passionnée d'équitation. Le magazine Transfuge lui décerne le prix du meilleur roman français,. 
Amina Damerdji fut aussi coéditrice de la revue de poésie, La Seiche (2010-2014).

#### Recherche
Agrégée d'espagnol et docteure en littérature hispano-américaine de l'Université Paris Sorbonne, Amina Damerdji enseigne au lycée en région parisienne entre 2011 et 2013. 
Puis, entre 2013 et 2018, elle réalise une thèse sur la trajectoire des premiers poètes officiels de la révolution cubaine (1966-2002) entre La Havane et Madrid.  
Chercheuse en lettres et en sciences sociales, elle est chargée de recherche au FNRS depuis 2021,. Elle s’intéresse notamment à la réception des discours de haine, en particulier quand ils se présentent comme « littéraires », en réalisant un travail d’archives et de terrain en plus de l’étude des œuvres. Elle est en outre membre de la rédaction de Tracés, une revue de sciences humaines.  

### Vie privée
Amina Damerdji passe deux années à Madrid et plusieurs mois à Cuba. Elle vit désormais en France.

## Œuvre

### Romans
- Bientôt les vivants, Editions Gallimard, 2024 (ISBN 9782073025708) - Prix transfuge du meilleur roman français
- Laissez-moi vous rejoindre, Editions Gallimard, 2021 (ISBN 9782072940439)

### Poésie
- Tambour-machine, Editions Plaine Page, 2015 (ISBN 9782910775841)